# Krzemionki
Krzemionki, også Krzemionki Opatowskie ("Opatów silica-mine"), er et kompleks af flintminer   fra yngre stenalder og tidlig bronzealder til udvinding af flintsten fra øvre jura (Oxfordian) beliggende omkring otte kilometer nordøst for den polske by Ostrowiec Świętokrzyski. Det er sammen med Grime's Graves i England og Spiennes i Belgien, et af de største kendte komplekser af forhistoriske flintminer i Europa.
Flintudvindingen i Krzemionki begyndte omkring 3900 f.Kr. og varede indtil omkring 1600 f.Kr. I yngre stenalder blev minen brugt af folk fra Tragtbægerkulturen, som spredte flintmineprodukterne (for det meste flintøksehoveder) op til 300 km væk. Kugleamfora-kulturen brugte også gruberne og udvidede området med distribution af øksehoveder op til omkring 500 km væk.
Stedet blev 16. oktober 1994 udpeget til  et polsk historisk monument. Den 6. juli 2019 blev den forhistoriske, stribede flintmineregion Krzemionki optaget som UNESCOs verdensarvsliste.

## Minedriftens historie
Minen er 4,5 km lang og 25–180 m bred og dækker et areal på 78,5 hektar. Der er mere end 4000 kendte mineskakter med dybder på op til 9 meter, med adgangsskakter, der måler fra fire til tolv meter i diameter. Nogle af gangene er forbundet med korte vandrette passager med henblik på adgang eller dræning kaldet Stoller. De er 55-120 cm i højden, der dækker et areal på omkring 4,5 km. Der er indgraveret  sjældne neolitiske billeder på nogle af væggene af  disse tilføjelser.
Flinten ved Krzemionki blev udvundet fra det 4. årtusinde til midten af det 2. årtusinde f.v.t. (3000-1600 f.v.t. ) af folk der levede i tragtbægerkulturen, Globular Amphora og Mierzanowice -kulturerne, som hovedsageligt udgravede flint ved hjælp af økser. Båndflint fra Krzemionki blev hovedsageligt brugt til fremstilling af økser og mejsler, som der blev handlet store mængder af så langt væk som 660 km fra minerne. Minernes primære udnyttelsesperiode var 2500-2000 fvt.  og fra 1800-1600 fvt. begyndte udvindingen af flint at aftage.
I de følgende århundreder blev Krzemionki-minedistriktet kun sporadisk brugt. Landsbyen nær minerne blev nævnt første gang historisk i 1509, og var ejet af en mand ved navn Jakub fra Szydłowiec. Områdets mange små kalkbrud blev brugt til kalkproduktion i første halvdel af 1900-tallet.

## Videnskabelige undersøgelser og turisme
Minerne blev opdaget i 1922 af geologen Jan Samsonowicz. Arkæologiske undersøgelser begyndte i 1923, ledet af arkæologen Stefan Krukowski. Efter 2. verdenskrig var lederen af det videnskabelige hold Tadeusz Żurowski, som udforskede minerne i Krzemionki, især i årene 1958 - 1961.  I 1967 blev Krzemionki-minerne udpeget som et arkæologisk reservat og i 1995 et naturreservat.
Små grupper af turister har besøgt minerne siden slutningen af 1950'erne. Minerne blev åbnet for storstilet turisme i  juni 1985 (såkaldt turistrute nr. 1). Den 10. juni 1990 blev en anden underjordisk turistrute åbnet, og et arkæologisk frilandsmuseum blev indviet i 1992. Den underjordiske turistrute er 465 m lang og er 11,5 m dyb på det dybeste sted.